# Eduardo de Arantes e Oliveira
Eduardo de Arantes e Oliveira CvC • ComC • GCC • OA • GCSE • GCIH (Tomar, Santa Maria dos Olivais, 19 de abril de 1907 — Lisboa, 11 de agosto de 1982) foi um engenheiro e político português.

## Biografia
Arantes e Oliveira frequentou o Colégio Militar. Realizou os estudos preparatórios de engenharia na Escola Politécnica de Lisboa, entrando depois para a Escola do Exército onde se formou em engenharia militar. Atingiu o posto de Major.
No âmbito da sua atividade profissional como engenheiro, Arantes e Oliveira realizou projetos de estruturas de betão armado, de hidráulica sanitária e de habitação. Foi um dos pioneiros da hidráulica sanitária em Portugal, tendo publicado a obra Os Esgotos de Lisboa de cuja elaboração foi encarregado pela Câmara Municipal de Lisboa. No que se refere à habitação foi um dos principais responsáveis pela concepção e planeamento do bairro de Alvalade, em Lisboa.
Arantes e Oliveira desempenhou a função de diretor do Serviço de Urbanização e Obras da Câmara Municipal de Lisboa até 1947. A 2 de abril de 1947, tomou posse como o primeiro diretor do Laboratório Nacional de Engenharia Civil.
A 2 de abril de 1954, Salazar nomeou-o ministro das Obras Públicas, cargo que desempenhou até 12 de abril de 1967.
A partir de 1967, desempenhou a função de presidente do Conselho Superior de Fomento Ultramarino.
Em 1970, foi nomeado Governador-Geral de Moçambique, numa altura em que arranca o projeto da Barragem de Cahora Bassa. Mantém-se nesse cargo até 1972. Entretanto foi nomeado membro vitalício do Conselho de Estado.
Foi Doutor honoris causa pela Faculdade de Ciências da Universidade de Lisboa. Era cidadão Honorário de quase todos os municípios portugueses. O seu nome está ligado a uma das principais Avenidas do Município de Esposende e da Freguesia de Santa Maria dos Olivais, em Lisboa.
Casou com Joaquina Cristina Varela Romano (Lisboa, São Jorge de Arroios, 1913 - ?) e foi pai de Eduardo Romano de Arantes e Oliveira.
Foi irmão do Capitão António de Arantes e Oliveira, Oficial da Ordem Militar de São Bento de Avis a 4 de Dezembro de 1943 e Comendador da Ordem Civil do Mérito Agrícola e Industrial Classe Industrial a 13 de Julho de 1967, do Contra-Almirante João de Arantes e Oliveira, Oficial da Ordem Militar de São Bento de Avis a 8 de Maio de 1953, Comendador da Ordem Militar de São Bento de Avis a 5 de Abril de 1956, Grande-Oficial da Ordem Militar de São Bento de Avis a 17 de Abril de 1967 e Grã-Cruz da Ordem Militar de São Bento de Avis a 8 de Agosto de 1973, e do Major-General José Carlos de Arantes e Oliveira, Cavaleiro da Ordem Militar de São Bento de Avis a 28 de Novembro de 1941, Comendador da Ordem Militar de Nosso Senhor Jesus Cristo a 2 de Julho de 1948 e Comendador da Ordem Militar de São Bento de Avis a 19 de Janeiro de 1955.

### Condecorações[6]
- Cavaleiro da Ordem Militar de Nosso Senhor Jesus Cristo de Portugal (5 de Outubro de 1934)
- Oficial da Ordem Militar de São Bento de Avis de Portugal (4 de Dezembro de 1943)
- Comendador da Ordem Militar de Nosso Senhor Jesus Cristo de Portugal (1 de Novembro de 1948)
- Grã-Cruz da Ordem Militar de Nosso Senhor Jesus Cristo de Portugal (9 de Outubro de 1958)
- Grã-Cruz da Ordem do Infante D. Henrique de Portugal (3 de Janeiro de 1961)
- Grã-Cruz da Antiga, Nobilíssima e Esclarecida Ordem Militar de Sant'Iago da Espada, do Mérito Científico, Literário e Artístico de Portugal (2 de Setembro de 1966)
- Grã-Cruz da Ordem Nacional do Cruzeiro do Sul do Brasil (? de ? de 19??)
- Grã-Cruz da Ordem de Rio Branco do Brasil (? de ? de 19??)